# O Auto da Compadecida (minissérie)
O Auto da Compadecida é uma minissérie brasileira produzida e exibida pela TV Globo de 5 de janeiro a 8 de janeiro de 1999, em 4 capítulos.
Escrita por Guel Arraes, Adriana Falcão e João Falcão, é baseada na peça teatral homônima de Ariano Suassuna com elementos de O Santo e a Porca e Torturas de um Coração — ambas também de autoria de Suassuna —, com direção de Guel Arraes.
Após alcançar sucesso durante sua exibição original, a minissérie chegou aos cinemas no formato de filme, em 2000, com uma hora a menos que a minissérie, e com diversas cenas cortadas.

## Sinopse
No vilarejo de Taperoá, sertão da Paraíba, na década de 1930, o esperto João Grilo (Matheus Nachtergaele) e seu amigo Chicó (Selton Mello), covarde e mentiroso, são dois nordestinos sem eira nem beira. Após organizar na igreja local uma exibição de A Paixão de Cristo, que é um sucesso apesar de um acidente que queima o filme, eles conseguem alguns trocados, mas a luta pela sobrevivência continua. João Grilo e Chicó empregam-se na padaria de Eurico (Diogo Vilela), cuja esposa, a fogosa Dora (Denise Fraga) adora um homem bravo, trai o marido e é mais devotada à cadela Bolinha do que ao esposo. Quando Bolinha adoece, João Grilo engana o Padre João (Rogério Cardoso) a benzer a cadela e fazer um enterro dizendo que ela tinha um testamento deixando dez contos de réis para a igreja. O Bispo (Lima Duarte) chega tentando entender a situação, e então passa a negociar com o padre uma parte do pagamento.
Chicó envolve-se com Dora, mas a chegada da bela Rosinha (Virginia Cavendish), filha de Antonio Moraes (Paulo Goulart), desperta a paixão de Chicó, e ciúmes do cabo Setenta (Aramis Trindade) e de Vincentão (Bruno Garcia), o valentão da cidade. Os planos da dupla, que envolvem o casamento entre Chicó e Rosinha e a posse de uma porca de barro recheada de dinheiro, dote da bisavó de Rosinha para a moça, são interrompidos pela chegada do cangaceiro Severino (Marco Nanini), que rouba a igreja e a padaria e ordena seu subordinado conhecido apenas como Cabra (Enrique Diaz) a matar todos os reféns. Na vez de  João Grilo e Chicó, João Grilo engana Severino com uma suposta gaita mágica que ressuscita mortos e Severino, crente que visitaria Padre Cícero, ao qual é devoto, e depois voltaria, pede ao Cabra que o mate. Vendo que seu chefe não voltava mesmo após tocar a gaita, Cabra mata João Grilo e foge.
João Grilo, Eurico, Dora, o padre, e o bispo e Severino reencontram-se no Juízo Final, onde serão julgados no Tribunal das Almas por Jesus (Maurício Gonçalves) e pelo diabo (Luís Melo). O destino de cada um deles será decidido pela aparição de Nossa Senhora, a Compadecida (Fernanda Montenegro) e traz um final surpreendente, principalmente para João Grilo.

## Elenco
| Intérprete           | Personagem                                   |
| -------------------- | -------------------------------------------- |
| Matheus Nachtergaele | João Grilo                                   |
| Selton Mello         | Chicó                                        |
| Rogério Cardoso      | Padre João                                   |
| Denise Fraga         | Dora                                         |
| Diogo Vilela         | Eurico                                       |
| Virginia Cavendish   | Maria Rosa Noronha de Brito Morais (Rosinha) |
| Luís Melo            | Diabo                                        |
| Maurício Gonçalves   | Jesus Cristo / Emanuel                       |
| Bruno Garcia         | Vicentão                                     |
| Enrique Diaz         | Cangaceiro ('Cabra")                         |
| Aramis Trindade      | Cabo Setenta                                 |

### Participações especiais
| Intérprete          | Personagem                            |
| ------------------- | ------------------------------------- |
| Marco Nanini        | Severino de Aracaju ("Capitão")       |
| Lima Duarte         | Bispo                                 |
| Fernanda Montenegro | Nossa Senhora ("Compadecida")         |
| Paulo Goulart       | Major Antônio Noronha de Brito Morais |

## Exibição
Foi reexibida pela primeira vez no Viva no horário das 23h15 entre 17 e 20 de dezembro de 2012, substituindo Presença de Anita; e novamente pelo canal no horário das 23h, entre 26 e 29 de julho de 2014, tendo sido escalada de imediato, como forma de homenagem ao autor Ariano Suassuna.
Foi reexibida pela TV Globo entre 7 e 10 de janeiro de 2020, após Amor de Mãe, em comemoração de 20 anos de sua exibição original e de 55 anos da emissora. Desde a reexibição na TV aberta, a minissérie entrou para o catálogo de streaming Globoplay, com novos efeitos especiais.
Foi reexibida pela terceira vez no Viva entre 5 e 26 de março de 2022, substituindo O Canto da Sereia e sendo substituída por Ó Pai, Ó, com exibição aos sábados às 20h30.

## Episódios
| Temporada | Temporada | Episódios | Episódios | Originalmente lançado | Originalmente lançado | Originalmente lançado |
| Temporada | Temporada | Episódios | Episódios | Estreia da temporada  | Final da temporada    | Emissora              |
| --------- | --------- | --------- | --------- | --------------------- | --------------------- | --------------------- |
|           | 1         | 4         | 4         | 5 de janeiro de 1999  | 8 de janeiro de 1999  | TV Globo              |

#### Temporada 1
| N.º geral | N.º na temp. | Título                                             | Dirigido por | Escrito por                               | Exibição original    |
| --- | ------------ | -------------------------------------------------- | ------------ | ----------------------------------------- | -------------------- |
| 1 | 1            | "O Testamento da Cachorra"                         | Guel Arraes  | Guel Arraes, Adriana Falcão e João Falcão | 5 de janeiro de 1999 |
| João Grilo e Chicó vão trabalhar na padaria de Eurico, que está sendo traído por sua esposa Dora. Enquanto Chicó se envolve com Dora, João Grilo tenta convencer Padre João a benzer a cachorra doente dela, envolvendo até o Major Antônio Morais, mas a cachorra morre. Enquanto isso, o cangaceiro Severino trama uma invasão a Taperoá. |              |                                                    |              |                                           |                      |
| 2 | 2            | "O Gato que Descome Dinheiro"                      | Guel Arraes  | Guel Arraes, Adriana Falcão e João Falcão | 6 de janeiro de 1999 |
| João Grilo convence Padre João a enterrar a cachorra de Dora e tenta vender um gato a Dora e Eurico, fingindo que ele defeca dinheiro. Para escapar de represálias do casal, João Grilo finge a própria morte, mas "ressuscita" durante uma invasão do bando de Severino, ganhando o respeito da cidade. Rosinha, filha do Major Antônio Morais, chega a Taperoá e encanta Chicó, além do valentão Vicentão e o militar Cabo Setenta. Enquanto isso, o Major e o Bispo tiram satisfações do Padre João pelo enterro da cachorra.                 |              |                                                    |              |                                           |                      |
| 3 | 3            | "A Peleja de Chicó contra os Dois Ferrabrás"       | Guel Arraes  | Guel Arraes, Adriana Falcão e João Falcão | 7 de janeiro de 1999 |
| João Grilo leva Chicó a uma briga contra Cabo Setenta e Vicentão para impressionar Rosinha. Amedrontado, Chicó faz uma promessa a Nossa Senhora para permanecer fiel a Rosinha e assusta os dois, ganhando os afetos dela. Após apresentá-lo a Antônio Morais, João Grilo tenta convencer Chicó a quebrar sua promessa para faturar dez contos de réis e pagar Morais. Sem sucesso, João Grilo resolve fugir da cidade forjando uma morte heroica para Chicó, mas o plano dá errado quando a cidade é invadida novamente pelo bando de Severino. |              |                                                    |              |                                           |                      |
| 4 | 4            | "O Dia em que João Grilo se Encontrou com o Diabo" | Guel Arraes  | Guel Arraes, Adriana Falcão e João Falcão | 8 de janeiro de 1999 |
| João Grilo, Eurico, Dora, o padre, o bispo, e Severino se encontram no céu. Nossa Senhora intercederá por eles perante Deus e o Diabo no julgamento final. |              |                                                    |              |                                           |                      |

## Trilha sonora
A trilha sonora da minissérie foi inteiramente composta e interpretada por Sérgio Campelo e seu grupo Sa Grama. A capa do CD é estampada por Matheus Nachtergaele e Selton Mello como João Grilo e Chicó.
1. "Aboio" (tema de abertura)
2. "Presepada" (tema de João Grilo)
3. "Régia" (tema de Chicó)
4. "Rói-Couro" (tema de Dorinha)
5. "Cavalo Bento" (tema do Major Antônio Morais)
6. "Severino" (tema de Severino e seus cabras)
7. "Engenho" (tema de João Grilo e Major Antônio Morais)
8. "Choro Miúdo" (tema de Rosinha)
9. "Embolé" (tema de Chicó e Rosinha)
10. "Caboclos de Orubá" (tema do duelo de três)
11. O Pulo da Gaita (tema da ressurreição)
12. Sentença (tema da morte de João)
13. "Filho de Chocadeira" (tema do Diabo)
14. "Mãe dos Homens" (tema da Compadecida)

## Abertura
A abertura da minissérie contém cenas do filme La Vie et la passion de Jesus Christ (1903). O tema de abertura é "Cavaleiro do Sol", instrumental gravado por Antúlio Madureira.

### Atualização
Em 2020, a TV Globo substituiu a abertura original pela versão atualizada para re-exibição.

## Recepção
O Auto da Compadecida foi um sucesso de público e crítica. No site AdoroCinema, ele detém uma nota média de 4,7/5, com base em 3 304 avaliações. Na Folha de S.Paulo, o jornalista Fernando de Barros e Silva, escreveu "Guel Arraes conseguiu preservar, com notável rendimento estético em se tratando de transpor uma obra feita para teatro na linguagem de outro veículo, toda a complexidade que a peça de Suassuna como que disfarça por trás de sua aparência simplória. E Arraes conseguiu traduzir para a TV. Também por isso, valeria a pena ver de novo".

## Blu-ray
Em 2023 foi lançada no Brasil a edição limitada da minissérie junto com o filme em blu-ray após uma parceria feita entre a Globo Filmes, TV Globo e a Versátil Home Vídeo. A edição foi lançada exclusivamente na loja virtual Versátil HV.